# Berlin-Wittenau
Wittenau is een stadsdeel van de Duitse hoofdstad Berlijn en behoort tot het noordwestelijke district (Verwaltungsbezirk) Reinickendorf. het ontstond uit het Markse Dalldorf. In 1905 werd het dorp vernoemd naar de in 1902 overleden politicus Peter Witte. 

## Ligging
In het noorden grenst Wittenau aan Waidmannslust, in het westen aan Tegel en in het zuidwesten aan Borsigwalde, dat tot 2002 een wijk van Wittenau was. In het zuiden en zuidoosten grenst het aan Reinickendorf en in het oosten aan het Märkisches Viertel dat tot 1999 tot Wittenau behoorde. 

## Geschiedenis
De exacte stichtingsdatum is niet bekend, maar er wordt vermoed dat dit rond 1230 is zoals ook bij meerdere omliggende plaatsen het geval is. In 1322 werd het voor het eerst vermeld als Daldorff, later werd dit Dalldorf. Tot 1558 werd het bestuurde door het klooster van Spandau, maar na de Reformatie viel deze onder het Amt Spandau. Na het einde van de Dertigjarige Oorlog woonden er nog maar 7 gezinnen in Dalldorf. Tussen 1877 en 1879 werd een gesticht voor krankzinnigen gebouwd, het Städtische Irrenanstalt zu Dalldorf, later de Karl-Bonhoeffer-Nervenklinik. Door de expliciete verwijzing naar Dalldorf werd deze naam de volgende jaren een synoniem voor krankzinnigen in Berlijn. 
Na de aanlegging van de spoorlijn in 1877 steeg het inwonersaantal. In 1880 woonden er 2127 mensen en in 1900 als 5433. De grootste verandering kwam er toen het bedrijf Borsig zich in het naburige Tegel vestigde. Er was onvoldoende plaats om de arbeiders te huisvesten en er kwam en nieuwe wijk in Dalldorf. De bewoners van de nieuwe wijk waren bekend met de associatie van Dalldorf en het krankzinnigenhuis en wilden een nieuwe naam voor hun wijk. De gebroeders Conrad en Ernst Borsig gaven hun toestemming om hun familienaam te gebruiken en zo werd de naam Borsigwalde gebruikt, maar administratief bleef de wijk wel tot Dalldorf behoren.  
De inwoners van Dalldorf zelf wilden ook af van de associatie met het gesticht en dienden in 1903 een aanvraag in voor een nieuwe naam. De gemeente werd vernoemd naar de in 1902 overleden politicus Peter Witte en in combinatie met de Duitse term voor een gemeente op een vlak gebied (au) werd het Wittenau. In 1905 keurde de keizer de naamswijziging goed. Het gesticht nam later echter ook de naam Wittenau over. 
Er vestigden zich nog meer bedrijven in de buurt van de spoorlijn en het bevolkingsaantal bleef groeien waardoor in 1906 plannen kwamen om een gemeentehuis te bouwen. Het Rathaus werd in 1911 officieel ingehuldigd. 
In 1920 werd Wittenau onderdeel van Groot-Berlijn en ingedeeld in het district Reinickendorf. In de jaren twintig werden nog enkele wijken bijgebouwd waardoor de bevolking tot 1930 gestegen was tot bijna 25.000 meer dan een verdubbeling van toen het bij Berlijn gevoegd werd. 
Tijdens de bombardementen op Berlijn in de Tweede Wereldoorlog werden voornamelijk industriële gebouwen beschadigd, het verlies aan woningen en mensenlevens lag hier onder het Berlijnse gemiddelde. De bezetter begon na de oorlog wel de onbeschadigde industriële installaties te ontmantelen, dit ging door tot het Akkoord van Petersberg in 1949. Het gemeentehuis werd vanaf 1950 uitgebreid en ging nu dienst doen als gemeente huis voor het hele distrcit en kreeg dan ook de naam Rathaus Reinickendorf. Wittenau lag in de Franse sector en voor hen werd de woonwijk Cité Foch gebouwd vanaf 1953. In de jaren zestig kwamen er plannen voor een nieuwe grote woonwijk die vanaf 1974 gebouwd werd, het Märkisches Viertel, dat in 1999 een apart stadsdeel werd.
Door de bouw van de Berlijnse Muur werd het gebied enigszins geïsoleerd wat gevolgen had voor het treinverkeer dat in 1984 zelfs stopgezet werd. Na de hereniging werd het treinverkeer in 1992 hervat en in 1994 werd Wittenau ook op de metrolijn U8 aangesloten.

## Verkeer
De metrolijn U8 loopt door Wittenau en bedient de stations Wittenau, Rathaus Reinickendorf en Karl-Bonhoeffer-Nervenklinik. Het treinstation Karl-Bonhoeffer-Nervenklinik ligt in tegenstelling tot het metrostation wel net buiten de grens van Wittenau in Reinickendorf. Het station Wittenau wordt door de S-Bahn-lijnen S1 en S26 bedient. 

## Sport
Voetbalclub Wittenauer SC Concordia is de plaatselijke voetbalclub en speelde in de jaren vijftig twee seizoenen in de tweede klasse. TSV Wittenau 1896 is de oudste sportclub en is in meerdere sporten actief. 
Borsigwalde |
Frohnau |
Heiligensee |
Hermsdorf |
Konradshöhe |
Lübars |
Märkisches Viertel |
Reinickendorf |
Tegel |
Waidmannslust |
Wittenau